# D12 World
D12 World – drugi studyjny album amerykańskiej grupy hip-hopowej D12.

## Lista utworów
| Nr | Tytuł                         | Czas | Producent             | Wykonawcy                            |
| -- | ----------------------------- | ---- | --------------------- | ------------------------------------ |
| 1  | "Git Up"                      | 4:03 | Eminem                | D12                                  |
| 2  | "Loyalty"                     | 5:54 | Eminem                | D12 Obie Trice                       |
| 3  | "Just Like U"                 | 3:31 | Hi-Tek                | Bizarre                              |
| 4  | "I'll Be Damned"              | 4:21 | Mr. Porter            | D12                                  |
| 5  | "Dude" (skit)                 | 1:14 | Eminem                | Kuniva Bizarre Richard Castro Eminem |
| 6  | "My Band"                     | 4:58 | Eminem                | D12                                  |
| 7  | "U R The One"                 | 4:19 | Mr. Porter            | D12                                  |
| 8  | "6 In The Morning"            | 4:38 | Eminem                | D12                                  |
| 9  | "How Come"                    | 4:09 | Witt & Pep            | D12                                  |
| 10 | "Leave Dat Boy Alone"         | 5:23 | Red Spyda             | D12                                  |
| 11 | "Get My Gun"                  | 4:34 | Eminem                | D12                                  |
| 12 | "Bizarre" (skit)              | 1:21 | Eminem                | D12                                  |
| 13 | "Bitch"                       | 4:56 | Eminem                | D12                                  |
| 14 | "Steve's Coffee House" (skit) | 0:51 | Eminem                | Steve King                           |
| 15 | "D12 World"                   | 3:10 | Kanye West            | D12                                  |
| 16 | "40 Oz."                      | 4:02 | Trackboyz             | D12                                  |
| 17 | "Commercial Break"            | 1:12 | Mr. Porter            | Rondell Beene Young Zee              |
| 18 | "American Psycho II"          | 3:44 | Dr. Dre Mike Elizondo | D12 B-Real                           |
| 19 | "Bugz 97" (skit)              | 1:05 | Eminem                | Bugz                                 |
| 20 | "Good Die Young"              | 5:56 | Mr. Porter            | D12                                  |
| 21 | "Keep Talkin' (Bonus Track)"  | 4:29 | Eminem                | D12                                  |